# Аткинсон, Алия
Алия́ Ше́йни А́ткинсон (англ. Alia Shanee Atkinson, род. 11 декабря 1988 года) — ямайская пловчиха, специализирующийся в брассе. Призёр чемпионата мира, двукратная чемпионка мира по плаванию на короткой воде. Действующая рекордсменка мира на дистанциях 50 и 100 метров брассом в 25-метровых бассейнах.

## Карьера
В 2004 году пятнадцатилетняя Аткинсон приняла участие в своих первых в карьере Олимпийских играх. В Афинах она стартовала на двух дистанциях, но оба раза останавливалась на стадии квалификации. Стометровку брассом она преодолела с 32-м временем, а на самой короткой олимпийской дистанции 50 метров вольным стилем стала 44-й.
В 2006 году на Играх Центральной Америки и Карибского бассейна Аткинсон выиграла 5 медалей, из которых четыре оказались высшего достоинства. Причем выигрывала она не только в профилирующем брассе, но и в баттерфляе, и в комплексном плавании.
На Олимпиаде в Пекине ямайская спортсменка выступала только на двухсотметровке брассом и заняла 25-е место, не пройдя квалификационный раунд.
Через четыре года в Лондоне Аткинсон выступила уже в трёх видах плавательной программы. Если на дистанциях 200 метров брассом и 50 метров вольным стилем она не проходила квалификацию, то на брассовой стометровке она смогла пробиться в финал, где до последнего боролась за медали и стала четвёртой.
В 2014 году на чемпионате мира на короткой воде в Дохе Аткинсон выиграла дистанцию 100 м брассом, повторив мировой рекорд Руты Мейлутите, став первой чернокожей пловчихой, выигравшей чемпионат мира по плаванию.
На первенстве мира в Казани Алия выиграла две медали. На стометровке брассом он до последнего сражалась за победу с Мейлутите и Юлией Ефимовой, но стала третьей, а на дистанции 50 метров уступила только шведке Юханссон и стала второй.